# Chrysolina sanguinolenta
Chrysolina sanguinolenta é uma espécie de artrópode pertencente à família Chrysomelidae.